# Päijänne
Der Päijänne [ˈpæi̯jænːɛ] ist der längste See Finnlands. Er erstreckt sich mit zahlreichen Ausläufern ca. 120 km von Asikkala im Süden bis Jyväskylä im Norden.

## Beschreibung
Die Gesamtfläche des Seengebietes beläuft sich auf 1.118 km². Auf ihm gibt es 1.886 Inseln. Mit einer maximalen Tiefe von 95 Metern ist er der tiefste und auch der wasserreichste See Finnlands. Der Päijänne ist als Ausflugsgebiet sehr beliebt. Es werden Dampferfahrten angeboten, außerdem gibt es am Ufer zahlreiche Ferienhäuser (Mökkis), bei denen die Finnen ihre Freizeit mit Angeln, Beerensammeln, Baden und Grillen verbringen. Weiterhin dient die Seenplatte als wichtiges Habitat für Pflanzen und Tiere und zur Trinkwasserversorgung: Die finnische Hauptstadt Helsinki und ihr Umland werden über den 120 Kilometer langen Päijänne-Tunnel mit Trinkwasser aus dem Päijänne versorgt.
Die Etymologie des Namens Päijänne ist unklar; möglicherweise stammt dieses Hydronym aus einer unbekannten Substratsprache aus der Zeit noch vor der Besiedlung Finnlands durch finno-ugrischsprachige Völker.

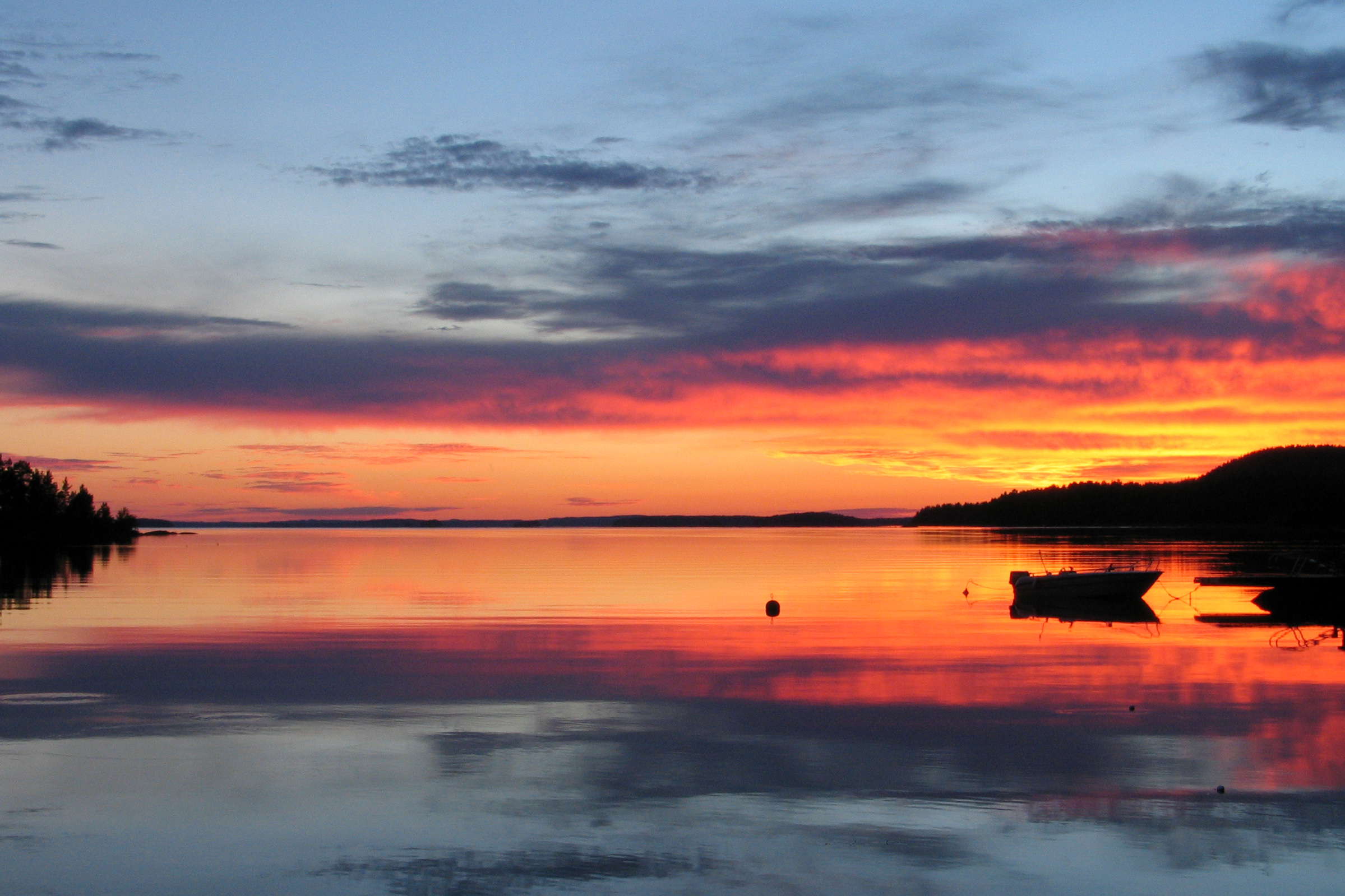
Sonnenuntergang über dem Päijänne-See in Sysmä, Finnland. Rechts im Bild: die Insel Päijätsalo, Teil des Päijätsalo-Nationalparks.

Der am 9. September 1939 entdeckte Asteroid (1535) Päijänne trägt den Namen des Sees.